# Noorte hääl
Но́орте Хя́эль (эст. Noorte Hääl — 'Голос молодых') — ежедневная общественно-политическая газета на эстонском языке, орган ЦК Ленинского Коммунистического союза молодёжи Эстонии, издававшаяся в 1940 — 1995 годы (с перерывом с августа 1941 по 1944). С 1 февраля 1990 года называлась «Пяэвалехт» (эст. Päevaleht — 'Дневная газета' или 'Ежедневная газета').

## История газеты
Газета «Ноорте Хяэль» появилась на свет 18 сентября 1940 года в результате национализации, реорганизации и переименования выходившей с 1905 года газеты «Пяэвалехт». Первым главным редактором газеты стал эстонский коммунист Антон Вааранди.
С августа 1941 года до сентября 1944, во время немецкой оккупации Эстонии, газета не выходила.
Во времена пребывания Эстонии в составе СССР (1940—1991) «Ноорте Хяэль» являлась печатным органом ЦК ЛКСМ Эстонии (ЛКСМЭ), признавалась влиятельным республиканским изданием и была второй по значимости газетой на эстонском языке (после «Рахва Хяэль», бывшей органом ЦК Компартии Эстонии и Совмина ЭССР).
В 1976 году коллектив газеты был награждён Орденом «Знак Почёта».
1 февраля 1990 года газета была переименована в «Пяэвалехт», в честь одноимённой газеты, выходившей в Эстонии в 1905—1940 годы. Вскоре после восстановления государственной независимости Эстонии в 1991 году газета была приватизирована.
Газета прекратила выходить после того, как 5 июня 1995 года была объединена с издававшейся с 1993 года «Хоммикулехт» (эст. Hommikuleht — 'Утренняя газета') и выходившей с 1940 года «Рахва Хяэль» (эст. Rahva Hääl —— 'Голос народа'). В результате слияния трёх газет на свет появилось новое ежедневное издание — «Ээсти Пяэвалехт» (эст. Eesti Päevaleht — 'Эстонская дневная газета' или Эстонская ежедневная газета').

## Главные редакторы
- 1940—1941 — Антон Вааранди
- 1944—1945 — Райк Аарма
- 1945—1947 — Лембит Реммельгас
- 1948—1951 — Аадо Слуцк
- 1951—1955 — Николай Ванаселья
- 1955—1956 — Вольдемар Дилс
- 1956—1959 — Эдгар Сприйт
- 1959—1961 — Юхан Юрна
- 1961—1972 — Гвидо Виилас
- 1972—1975 — Карл Хелемяэ
- 1975—1981 — Аго Юстал
- 1981—1982 — Энн Сиймер
- 1982—1989 — Тойво Ааре
- 1989—1990 — Маргус Метс